# Jaunutis
Jaunutis (en biélorusse : Яўнут, de son nom de baptême : Ioann, « Jawnuta », « Jean » ou « Ivan », vers 1300 - 1366) fut grand-duc de Lituanie de la mort de son père Gediminas en 1341 jusqu'à ce qu'il eut été déposé par ses frères ainés Olgierd et Kęstutis en 1345. En lituanien, Jaunutis signifie littéralement jeune homme.

## Biographie

### Origine
Selon l’historien polonais Jan Tęgowski (pl), c’est probablement entre 1306 et 1309 qu’il est né. Aucune source écrite antérieure à la mort de Gediminas ne mentionne Jaunutis. 
Un grand nombre de théories prétendent expliquer la raison pour laquelle Gediminas l’a choisi comme successeur alors qu’il n’était pas son fils ainé. Certains ont suggéré que c'était un compromis acceptable entre ses fils païens (Olgierd et Kęstutis) et ses fils orthodoxes (Narimantas, Karijotas, Liubartas). D'autres ont soutenu que Jaunutis était le fils ainé de la seconde épouse de Gediminas qui, selon une tradition, aurait été marié deux fois : avec une duchesse païenne et une duchesse orthodoxe. On a également supposé qu’il se trouvait auprès de Gediminas au moment de la mort de ce dernier et fut donc son successeur naturel pour gouverner Vilnius et la Lituanie.

### Règne
On sait très peu de choses sur les années pendant lesquelles Jaunutis a régné. Elles furent tout à fait paisibles, car les Chevaliers Teutoniques étaient dirigés par l’inefficace Ludolf König. Ses frères se montrèrent beaucoup plus actifs : Algirdas attaqua Mojaïsk et l'Ordre de Livonie, et il défendit Pskov ; Kęstutis aida Liubartas (en) dans les querelles de succession en Galicie-Volhynie. 
La Chronique de Bychowiec (en) dit en passant que Jaunutis eut le soutien de Jewna, qu’on suppose avoir été l’épouse de Gediminas et la mère de ses enfants. Elle mourut vers 1344 et peu après Jaunutis perdit son trône. Si effectivement il avait été protégé par sa mère, ce serait alors un exemple intéressant de l'influence détenue par une reine mère dans la Lituanie païenne. 
Cependant, un facteur décisif pourrait avoir été un raid important mené par les Chevaliers Teutoniques en 1345. Jaunutis eut le soutien de son frère Narimantas, qui alla trouver Djanibeg, Khan de la Horde d'or, pour former une alliance contre Algirdas et Kęstutis. Jaunutis fut emprisonné à Vilnius, mais réussit à s’enfuir et alla chez son beau-frère, Siméon de Russie, à Moscou. Là Jaunutis fut baptisé sous le nom de Ioann, mais ne réussit pas à obtenir de l'aide (peut-être parce que sa sœur Aigusta (en), épouse de Siméon, mourut la même année). 
Aussi bien Jaunutis que Narimantas durent se réconcilier avec Algirdas. Jaunutis devint duc de Zasłaŭje. On suppose qu’il est mort vers 1366 du fait qu’il est mentionné pour la dernière fois dans un traité avec la Pologne en 1366 et ne l’est pas dans un autre avec la Livonie en 1367. Il eut trois fils, Symeon Zaslawski, Grzegorz Słucki et Michal Zaslawski. 
Michal gouverna Zasłaŭje jusqu'à sa mort le 12 aout 1399.

## Articles liés
- Famille des Gediminas (en)
- Gédiminides